# Susanne Lingheim
Eva Susanne Lingheim, née le 9 août 1954 à Söderort, dans le sud de Stockholm (Suède), est une directrice artistique suédoise.
Elle a remporté un Oscar dans la catégorie Meilleure direction artistique avec Anna Asp pour le film d'Ingmar Bergman Fanny et Alexandre (1982).